# Gabriel Chalita
Gabriel Benedito Issaac Chalita (Cachoeira Paulista, 30 de abril de 1969), é um advogado, palestrante, professor, escritor e político brasileiro.
É professor de Filosofia do Direito na Pontifícia Universidade Católica, na Universidade Mackenzie e na Faculdade Ibmec, todas instituições da cidade de São Paulo. Chalita é um dos fundadores da Casa do Saber, membro da Academia Brasileira de Educação e da Academia Paulista de Letras.

## Biografia

#### Família, educação e juventude
Filho de José Milhem Chalita, de origem libanesa, e Anisse Isaac, Gabriel Chalita é o caçula de quatro filhos, nasceu no município de Cachoeira Paulista, interior de São Paulo. Desde muito jovem Chalita apresentou apreço pela escrita e pela pedagogia, revelou-se escritor já aos 12 anos, quando publicou seu primeiro livro, aos 15 anos já lançava uma coleção literária destinada a crianças em idade de catequese. O sucesso da edição o estimulou a continuar escrevendo.
Praticante do catolicismo romano, Chalita chegou a ser seminarista, porém aos dezoito anos deixou o Seminário de Bananal, próximo a Cachoeira Paulista, coordenou grupos de oração de crianças aos oito anos, aos nove apresentava programa de rádio na Comunidade Canção Nova, cursou teatro no Teatro Escola Macunaíma na capital paulista ao mesmo tempo que cumpria o seminário.
Atuou, desde a juventude, em diversos trabalhos sociais, muito em parte em razão de sua tradição religiosa; entre movimentos integrou a "Juventude Latino-Americana pela Democracia".

#### Formação
Gabriel Chalita é graduado em Direito pela Pontifícia Universidade Católica de São Paulo onde formou-se em 1994, e em Filosofia pela Faculdade Salesiana de Filosofia Ciências e Letras de Lorena, onde graduou-se em 1989. É doutor em Filosofia do Direito e em Comunicação e Semiótica; mestre em Direito em 1997, com a dissertação "O poder no Período Renascentista", e em Ciências Sociais em 1995, onde defendeu a dissertação "Relações de Poder em Maquiavel e La Boétie",  obtendo o grau de Mestre em Direito pela PUC-SP.
No mesmo ano, defendeu a tese "A Sedução no Discurso em Tribunais de Júri", obtendo o grau de Doutor em Comunicação e Semiótica, também na Pontifícia Universidade Católica de São Paulo; no ano seguinte 1998, defendeu a tese "Alternativas para a Independência do Poder Legislativo Municipal", com a qual obteve o grau de doutor em Direito em linha de pesquisa em Filosofia do Direito, ainda pela PUC de SP.
Atualmente, Chalita é professor da Universidade Presbiteriana Mackenzie, da Universidade Nove de Julho e da Pontifícia Universidade Católica de São Paulo, membro da União Brasileira de Escritores, da Academia Brasileira de Educação e da Academia Paulista de Letras.

#### Carreira política
Chalita iniciou sua carreira política aos 19 anos, quando lançou-se candidato a vereador de sua cidade natal, tornando-se presidente da Câmara Municipal no respectivo mandato.
Em outubro de 2001, assumiu o cargo de secretário estadual da juventude de São Paulo no primeiro governo de Geraldo Alckmin, na função Chalita pôde coordenar o programa Universidade Cidadã e ser conselheiro do Fundo Social de Solidariedade do Estado.

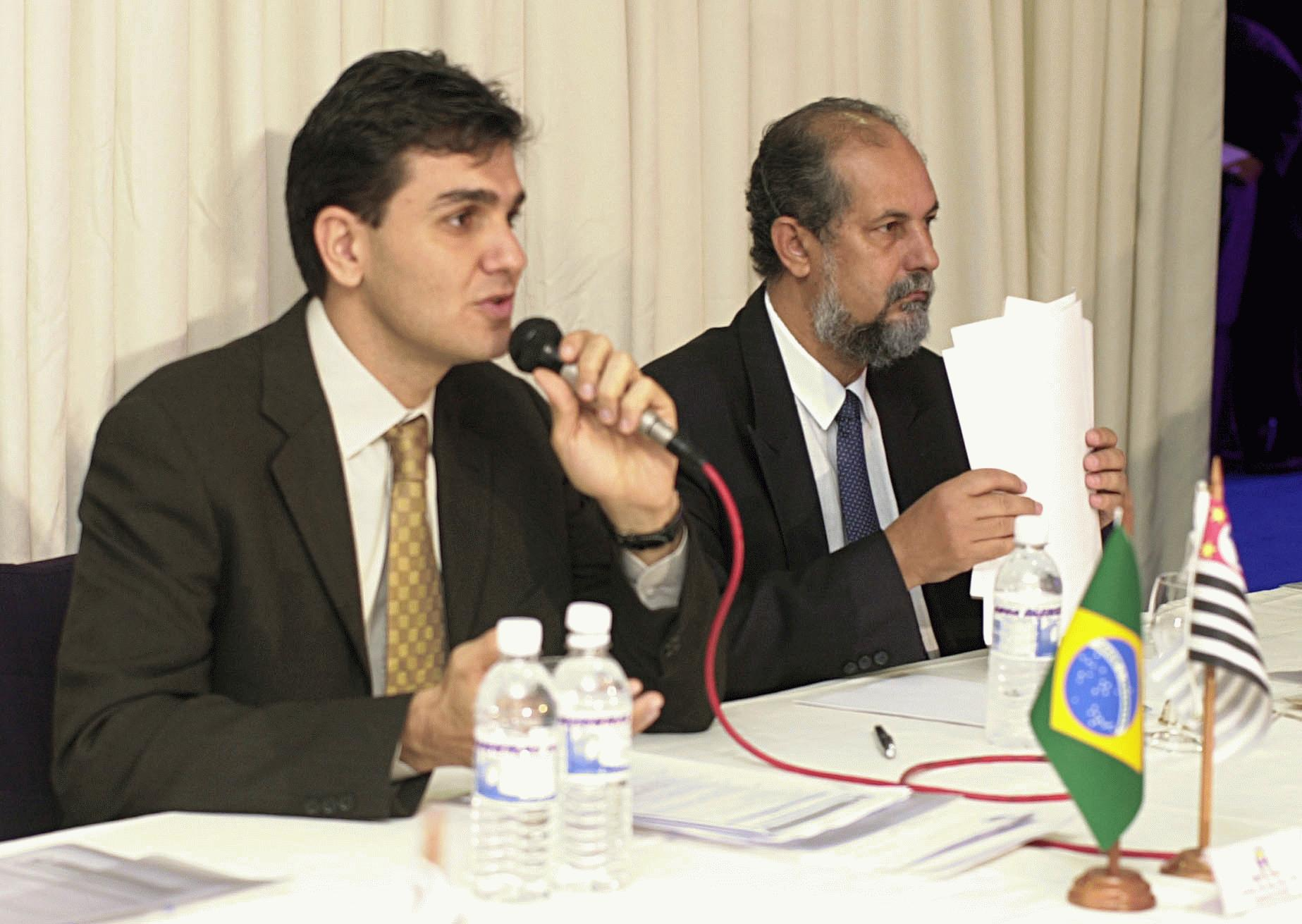
Chalita como presidente da CONSED ao lado de Neroaldo de Azevedo, secretário estadual de educação da Paraíba em 2003

Em abril de 2002, após a saída de Rose Neubauer da Secretária Estadual de Educação, Chalita assumiu o cargo, na pasta tornou-se Presidente do Conselho Nacional de Secretários Educação por dois mandatos.
Nas eleições municipais de São Paulo em 2008 elegeu-se vereador de com 102 048 votos pelo Partido da Social Democracia Brasileira.
Nas eleições estaduais de 2010, foi eleito deputado federal, o segundo candidato mais votado no estado, com 560 022 votos.
Nas eleições municipais de 2012 concorreu ao cargo de prefeito de São Paulo pelo PMDB, acompanhado na chapa com a candidata a vice-prefeita da mesma sigla, Marianne Pinotti, porém ocupou a quarta colocação com 833 255 votos, consequentemente não classificou-se para o segundo turno, onde declarou apoio ao candidato Fernando Haddad.
Nas eleições de 2014, decidiu não concorrer a um novo mandato de deputado federal. Em 13 de janeiro de 2015, foi nomeado pelo prefeito Fernando Haddad ao cargo de secretário da Educação da cidade de São Paulo, substituindo César Callegari, que pediu exoneração um dia antes.
Em março de 2016, retorna ao Partido Democrático Trabalhista, sendo candidato a vice-prefeito na chapa por reeleição do então prefeito de São Paulo, Fernando Haddad, a coligação por sua vez ocupou a segunda colocação ainda no primeiro turno.

## Condecorações
| Insígnia | País   | Honra                                 | Data                   |
| -------- | ------ | ------------------------------------- | ---------------------- |
|          | Brasil | Grande Oficial da Ordem de Rio Branco | 21 de novembro de 2023 |

## Obras
- Vida para sempre jovem (1992)[17]
- Vale do Paraíba: política & sociedade (1993)[18]
- Educação: A solução está no afeto (2001)[19]
- Pedagogia do Amor (2003)[20]
- Trilogia da Vida (2003)[21]
- Histórias de professores que ninguém contou (2004)[22]
- Vivendo a Filosofia (2004)[23][24]
- Mulheres que mudaram o mundo (2005)[25]
- O Poder: Reflexões Sobre Maquiavel e Étienne de La Boétie (2005)[26]
- Educar em Oração (2005)[27]
- Seis lições de Solidariedade (2005)[28]
- Carta aberta para minha mãe (2006)[29]
- O livro dos sonhos (2006)[30]
- O livro do sol (2006)[31]
- O sol depois da chuva (2007)[32]
- Memórias de um homem bom (2007)[33]
- Gentileza (2007)[34]
- A Sedução no Discurso: O Poder da Linguagem nos Tribunais de Júri (2007)[35]
- O segredo das quatro letras: - e outras histórias (2008)[36]
- Pedagogia da Amizade (2008)[37]
- Amor (2008)[38]
- A Revolta dos Pequenos (2008)[39]
- Mulheres de água (2009)[40]
- 80 Olhares nos 80 Anos de Antônio Ermírio de Moraes (2009)[41]
- Homens de cinza (2009)[42]
- Cartas entre Amigos (2009)[43]
- Os dez mandamentos da ética (2009)[44]
- A Ética do Rei Menino (2009)[45]
- Eu acredito em milagres: A história de Padre Jonas (2009)[46]
- O Semeador (2009)[47]
- PHN – 12 Histórias de Amor (2010)[48]
- O beijo do papagaio (2010)[49]
- O pequeno filósofo (2011)[50]
- O último pinguim feliz (2011)[51]
- Felicidade (2011)[52]
- Estações (2011)[53]
- Sócrates e Thomas More  (2011)[54]
- De tudo que mora em mim  (2012)[55]
- O livro dos valores para crianças (2013)
- A escola dos nossos sonhos (2014)
- Mulheres de água (2014)
- Famílias que educam (2014)
- Semeadores da esperança (2014)
- Aprendendo com os aprendizes (2014)
- 365 dias de inspirações filosóficas (2014)
- Cozinhando com poesia (2014)
- Aos mestres com carinho (2016)

## Filmografia

### Televisão
| Ano        | Título       | Função        | Emissora       |
| ---------- | ------------ | ------------- | -------------- |
| 2009-2011  | Papo Aberto  | Entrevistador | TV Canção Nova |
| 2013 -2014 | Mundo Melhor | Apresentador  | Rede Vida      |
| ????-2017  | Caminhos     | Apresentador  | Rede Vida      |

### Internet
| Ano           | Título          | Cargo        | Plataforma |
| ------------- | --------------- | ------------ | ---------- |
| 2018–presente | Gabriel Chalita | Apresentador | YouTube    |